# For All Mankind
For All Mankind (Para toda la humanidad en España) es una serie web  de ciencia ficción e historia alternativa estadounidense creada por Ronald D. Moore, Matt Wolpert y Ben Nedivi y producida para Apple TV+. La serie dramatiza una historia alternativa que «representa lo que habría sucedido si la carrera espacial mundial nunca hubiera terminado» después de que la URSS tenga éxito en el primer alunizaje tripulado.El título está inspirado en la placa lunar que dejó en la Luna la tripulación del Apolo 11, que dice, en parte, «Vinimos en paz por toda la humanidad». La serie se estrenó el 1 de noviembre de 2019.
El 16 de octubre de 2019, antes del estreno oficial, Apple TV+ confirmó que la serie fue renovada para una segunda temporada, que se estrenó el 19 de febrero de 2021. En diciembre de 2020, la serie fue renovada para una tercera temporada, que se estrenó el 10 de junio de 2022. En julio de 2022, la serie fue renovada para una cuarta temporada, que se estrenó el 10 de noviembre de 2023.
En abril de 2024, la serie fue renovada para una quinta temporada y se anunció que está en desarrollo una serie derivada titulada Star City, centrada en el programa espacial soviético.

## Premisa
En una línea temporal alternativa en 1969, el cosmonauta soviético Alexei Leonov se convierte en el primer ser humano en aterrizar en la Luna. Este resultado devasta la moral en la NASA, pero también cataliza un esfuerzo de Estados Unidos para ponerse al día. Con la Unión Soviética enfatizando la diversidad al incluir a una mujer en los aterrizajes posteriores, Estados Unidos se ve obligado a seguir el ritmo, capacitando a mujeres y minorías que fueron excluidas en gran medida de las décadas iniciales de la exploración espacial estadounidense. Cada temporada posterior tiene lugar 10 años después, y la segunda temporada tiene lugar en la década de 1980, la tercera en la de 1990 y la cuarta en la de 2000.
Ronald D. Moore explicó en una entrevista cómo la realidad histórica había sido diferente de la serie:

Sergei Korolev fue el padre del programa espacial soviético; en nuestra realidad, él murió durante una operación en Moscú (en 1966)... Y después de ese punto, su programa lunar realmente nunca se concretó... Nuestro punto de divergencia fue que Korolev vive,... y él hizo que su aterrizaje en la Luna sucediera.

## Reparto

### Principales
- Joel Kinnaman como Edward Baldwin.
- Michael Dorman como Gordo Stevens (temporadas 1-2).
- Wrenn Schmidt como Margo Madison.
- Sarah Jones como Tracy Stevens (temporadas 1-2).
- Shantel VanSanten como Karen Baldwin (temporadas 1-3).
- Jodi Balfour como Ellen Waverly (temporadas 1-3).
- Krys Marshall como Danielle Poole.
- Sonya Walger como Molly Cobb (temporadas 1-3).
- Cynthy Wu como Kelly Baldwin (temporadas 2-4).
- Casey W. Johnson como Danny Stevens (temporadas 2-3).
- Coral Peña como Aleida Rosales (temporadas 2-4).
- Edi Gathegi como Dev Ayesa (temporadas 3-4).

### Recurrentes
- Colm Feore como Wernher von Braun (Temporada 1).
- Eric Ladin como Gene Kranz (temporada 1).
- Arturo Del Puerto como Octavio Rosales (temporadas 1 y 3).
- Rebecca Wisocky como Marge Slayton (temporadas 2-3).
- Jeff Branson como Neil Armstrong (temporada 1).
- Meghan Leathers como Pam Horton (temporadas 1-3).
- Noah Harpster como Bill Strausser (temporadas 1-3).
- David Chandler como Jimmy Stevens (temporadas 2-3).
- Piotr Adamczyk como Sergei Nikulov (temporadas 2-3).
- Nate Corddry como Larry Wilson (temporadas 1-3).

## Episodios
| Temporada | Temporada | Episodios | Episodios | Lanzamiento original    | Lanzamiento original    |
| Temporada | Temporada | Episodios | Episodios | Primera emisión         | Última emisión          |
| --------- | --------- | --------- | --------- | ----------------------- | ----------------------- |
|           | 1         | 10        | 10        | 1 de noviembre de 2019  | 20 de diciembre de 2019 |
|           | 2         | 10        | 10        | 19 de febrero de 2021   | 23 de abril de 2021     |
|           | 3         | 10        | 10        | 10 de junio de 2022     | 12 de agosto de 2022    |
|           | 4         | 10        | 10        | 10 de noviembre de 2023 | 12 de enero de 2024     |

### Temporada 1 (2019)
| N.º en serie | N.º en temp. | Título                                              | Dirigido por         | Escrito por                                                                  | Fecha de lanzamiento original |
| --- | ------------ | --------------------------------------------------- | -------------------- | ---------------------------------------------------------------------------- | ----------------------------- |
| 1 | 1            | «Red Moon» «Luna roja»                              | Seth Gordon          | Historia: Ronald D. Moore & Matt Wolpert & Ben Nedivi Guion: Ronald D. Moore | 1 de noviembre de 2019        |
| En junio de 1969, el cosmonauta soviético Alexei Leonov se convierte en el primer hombre en la Luna, provocando que la NASA entre en crisis y muchos estadounidenses se molestan con la noticia. Edward Baldwin (Joel Kinnaman), astronauta del Apolo 10, habla con un reportero en un bar, expresando sus frustraciones con respecto a no haber hecho más para llegar primeros a la luna. Baldwin es reasignado por el director de la NASA Wernher von Braun (Colm Feore) de sus tareas de vuelo después de que sus comentarios se hicieran públicos. Un mes después, cuando las tensiones han aumentado, la misión Apolo 11 está cerca de estrellarse en la Luna, pero los astronautas alunizan de manera segura, aunque su módulo está inclinado en una actitud precaria. Mientras, una familia mexicana cruza la frontera mientras escuchan el relato del alunizaje. |              |                                                     |                      |                                                                              |                               |
| 2 | 2            | «He Built the Saturn V» «Él construyó el Saturno V» | Seth Gordon          | Matt Wolpert & Ben Nedivi                                                    | 1 de noviembre de 2019        |
| Después de un trabajado despegue que se hizo necesario debido a su aterrizaje casi forzoso, la tripulación del Apolo 11 regresa con éxito de la Luna. El director von Braun se opone a la directiva del presidente Nixon de convertir la Base Lunar en una base militar de los Estados Unidos, comenzando la «carrera por la base». Ed es contactado por Sandman, un congresista que investiga a la NASA para criticar públicamente a von Braun por el aterrizaje abortado del Apolo 10 a cambio de volver a su posición, pero Ed lo defiende públicamente. A pesar de ello, los hombres de Nixon usan el pasado de von Braun como colaborador del Régimen Nazi para destituirlo como Administrador Adjunto de Planificación. Margo Madison (Wrenn Schmidt), ingeniera apadrinada por Wernher lo confronta sobre su pasado, y él defiende sus decisiones, para su decepción. Deke Slayton (Chris Bauer), el jefe de astronautas reinstaura a Baldwin como comandante del Apolo 15 a pesar de que no hizo lo que Sandman quería. Mientras se lanza la misión Apolo 12, la Unión Soviética aterriza a la primera mujer en la Luna, para sorpresa de todos en el control de vuelo |              |                                                     |                      |                                                                              |                               |
| 3 | 3            | «Nixon's Women» «Las mujeres de Nixon»              | Allen Coulter        | Nichole Beattie                                                              | 1 de noviembre de 2019        |
| Deke es persuadido por el gobierno para reclutar mujeres astronautas debido a la presión pública. Un proceso de eliminación reduce la plantilla inicial de 20 «candidatas a astronautas» (informalmente «ASCAN») a solo cinco, incluida Tracy Stevens (Sarah Jones), esposa de Gordo Stevens del Apolo 15; dos miembros del Mercury 13, Molly Cobb (Sonya Walger) y Patty Doyle (Casa Buggé); una afroamericana llamada Danielle Poole (Krys Marshall), que trabaja en las salas de computadoras de la NASA, y la reservada Ellen Waverly (Jodi Balfour). Las sondas de la NASA encuentran agua en la Luna, lo que destaca un lugar para colocar la base lunar estadounidense. Durante una sesión de entrenamiento en una caminata por el desierto, Tracy asiste a una Ellen herida y la ayuda a llegar a la línea de meta con el riesgo de no completarla ella misma. Luego, las candidatas practican el pilotaje de un aterrizaje lunar simulado con el Lunar Landing Training Vehicle. Mientras conduce fuera de la ciudad, Gordo ve humo y regresa a la base de la NASA, donde Tracy lo encuentra y le revela que Patty ha muerto en un accidente. |              |                                                     |                      |                                                                              |                               |
| 4 | 4            | «Prime Crew» «La tripulación principal»             | Allen Coulter        | Naren Shankar                                                                | 8 de noviembre de 2019        |
| Deke Slayton realiza un cambio en la tripulación del Apolo 15, reemplazando a Gordo Stevens (Michael Dorman) por Molly Cobb. Un accidente durante el entrenamiento siembra la duda sobre la continuación del plan, pero el descubrimiento de que puede haber hielo en la Luna vuelve a acelerar la carrera. |              |                                                     |                      |                                                                              |                               |
| 5 | 5            | «Into the Abyss» «Hacia el abismo»                  | Sergio Mimica-Gezzan | David Weddle & Bradley Thompson                                              | 15 de noviembre de 2019       |
| La tripulación del Apolo 15 toma un riesgo significativo, cambiando su sitio de aterrizaje a un lugar cerca del cráter Shackleton, un sitio prometedor para encontrar agua y que sería esencial para cualquier esfuerzo de colonización lunar. Clayton (Edwin Hodge), el esposo de Danielle, regresa de pelear en Vietnam, y tienen una discusión con Gordo Stevens. Wayne (Lenny Jacobson), el esposo de Molly, y Karen (Shantel VanSanten) revelan sus miedos. El episodio termina con el aterrizaje del módulo habitable «Jamestown» dos años después, el 12 de octubre de 1973, para convertirse en la primera Base Lunar de la NASA. |              |                                                     |                      |                                                                              |                               |
| 6 | 6            | «Home Again» «De vuelta a casa»                     | Sergio Mimica-Gezzan | Stephanie Shannon                                                            | 22 de noviembre de 2019       |
| El 24 de agosto de 1974 la Base Jamestown está ocupada por tres personas: Edward Baldwin, Gordo Stevens y Danielle Poole. La Enmienda de Igualdad de Derechos es aprobada por el presidente Ted Kennedy. Apolo 23 explota en la plataforma de lanzamiento, matando a 12 miembros de la tripulación de tierra incluyendo a Gene Kranz, el nuevo Director del Centro Espacial Johnson. 60 días después, la URSS anuncia el establecimiento de una base lunar soviética llamada Zvezda, ubicada a ocho millas de la base Jamestown. Margo ayuda a Aleida (Olivia Trujillo) en sus tareas de matemáticas. La investigación del FBI sobre el Apolo 23 comienza a centrarse en la homosexualidad de Ellen y Larry (Nate Corddry). Margo pide la ayuda de VonBraun para investigar el incidente de Apolo 23. Este, luego de decirle que el padre de ella participó del Proyecto Manhattan, le dice que diversos factores políticvos indirectamente influyeron para que se produzca el accidente. Margo utiliza esta información para chantajear a la NASA y convertirse en directora de vuelo. Richard Nixon es indultado por el Escándalo Watergate. Gordo ve luces rojas intermitentes cerca de la base Jamestown. |              |                                                     |                      |                                                                              |                               |
| 7 | 7            | «Hi Bob» «Hola, Bob»                                | Meera Menon          | Ronald D. Moore                                                              | 28 de noviembre de 2019       |
| La NASA ha reemplazado el componente que causó el accidente del Apolo 23, pero la misión de rescate Apolo 24 se retrasa continuamente. Esto causa problemas de salud mental en Gordo. Ed finalmente decide que Gordo debe ser evacuado de regreso a la Tierra con Danielle, sabiendo que esto sería el fin de la carrera de Gordo. Danielle deliberadamente se rompe el brazo, dando una excusa para que Gordo la traiga de vuelta a la Tierra sin revelar sus problemas psicológicos. El esposo de Danielle no puede conseguir un trabajo. Ellen y Larry se casan, para evitar un posible escándalo sexual. Shane (Tait Blum), el hijo de Ed, está en problemas en la escuela, y la policía le dice a Karen que ha tenido un accidente. |              |                                                     |                      |                                                                              |                               |
| 8 | 8            | «Rupture» «Ruptura»                                 | Meera Menon          | Nichole Beattie                                                              | 6 de diciembre de 2019        |
| De vuelta a la Tierra, Gordo ve a un psiquiatra sin el conocimiento de la NASA. El accidente de Shane Baldwin lo deja con una lesión cerebral de la que no puede recuperarse. Karen decide que Ed no debe saber sobre el accidente. Se le dice a Ed que espíe la base rusa, y luego descubre una cámara rusa que lo ha estado grabando trabajando dentro del cráter. Los rusos le envían a Ed un mensaje de condolencia por su hijo, confundiéndolo. Ed destruye la cámara rusa. Aleida recibe una beca para matemáticas y física. Karen finalmente le dice a Ed sobre la muerte de Shane. |              |                                                     |                      |                                                                              |                               |
| 9 | 9            | «Bent Bird» «Ave herida»                            | John Dahl            | David Weddle & Bradley Thompson                                              | 13 de diciembre de 2019       |
| Karen lucha por sobrellevar la muerte de Shane. El Apolo 24 tiene una falla técnica mientras está en órbita, por lo que no pueden partir a la Luna. El Apolo 25, con Dennis Lambert (Charlie Hofheimer), Tracy y Molly, es enviado para arreglar el Apolo 24. Pero justo después de que finalizan las reparaciones, cuando realizan una autocomprobación, el motor del Apolo 24 se enciende prematuramente, y Harrison Liu (Stephen Oyoung) queda carbonizado al caer en el escape del motor. En el Apolo 24, Ellen queda inconsciente y se desconoce el estado de Deke, ya que estaba atado fuera de la nave espacial. Molly queda a la deriva pero es rescatada, pero el accidente resulta en un cambio de trayectoria que hará que Apolo 24 pierda la Luna por miles de millas y se dirija al espacio profundo. Mientras tanto, Ed visita el cráter donde se da cuenta de que tiene un invitado no deseado. La tensión aumentan entre los exploradores lunares soviéticos y estadounidenses, y Ed daña el vehículo lunar ruso mientras el ruso se encontraba en la mina lunar de los EE. UU. En la NASA, se descubre que el conserje Octavio Rosales (Arturo del Puerto), el padre de Aleida, es un inmigrante ilegal y es arrestado por cargos de espionaje. Más tarde, debido a la falta de oxígeno para regresar a su base, el cosmonauta ruso pide ayuda en Jamestown. Ed lo deja entrar, pero luego de que el ruso se quita su traje Ed despresuriza parcialmente la esclusa de aire lo suficiente como para dejarlo inconsciente. |              |                                                     |                      |                                                                              |                               |
| 10 | 10           | «A City upon a Hill» «Una ciudad en una colina»     | John Dahl            | Matt Wolpert & Ben Nedivi                                                    | 20 de diciembre de 2019       |
| El S-IVB del Apolo 24 propulsa hasta agotarse el combustible, Ellen recupera el sentido y rescata a Deke que continua atado fuera de la nave. Ed interroga al cosmonauta ruso. La NASA continúa intentando recuperar el contacto con el Apolo 24. Ellen y Deke realizan un encendido usando el motor del módulo de servicio para corregir su curso y también enciende los motores de maniobra, pero sus suministros de combustible se agotan antes de que se complete la velocidad necesaria para la corrección del curso. Ed prepara el módulo lunar con la ayuda del cosmonauta ruso para realizar un rescate del Apolo 24 y capturar la nave espacial en la órbita lunar. Deke muere por hemorragia interna cuando se completa la misión de rescate. En una escena posterior a los créditos, en 1983, Ed y Karen discuten una cobertura en vivo desde el Océano Pacífico Sur que muestra el lanzamiento al mar de un cohete Sea Dragon que transporta carga útil de plutonio para la expansión de la colonia de Jamestown. |              |                                                     |                      |                                                                              |                               |

### Temporada 2 (2021)
| N.º en serie | N.º en temp. | Título                | Dirigido por         | Escrito por                     | Fecha de lanzamiento original |
| --- | ------------ | --------------------- | -------------------- | ------------------------------- | ----------------------------- |
| 11 | 1            | «Every Little Thing»  | Michael Morris       | Ronald D. Moore                 | 19 de febrero de 2021         |
| Casi una década después, la Estación Lunar Jamestown se ha expandido para dar cabida a más astronautas y equipos. Ed es el Jefe de la Oficina de Astronautas, Karen dirige The Outpost y han adoptado una hija, Kelly (Cynthy Wu), que trabaja con Karen. En Jamestown, Ellen espera poder entregar las riendas y regresar a casa. En la tierra, Tracy anuncia su matrimonio con otro hombre en la televisión en vivo, cegando a su exmarido Gordo. En la NASA, una enorme erupción solar y una tormenta solar de rápido movimiento causan problemas en la Tierra, en Skylab y en Jamestown. Sin la seguridad del Cinturón de Van Allen y la atmósfera de la Tierra, los astronautas se ven obligados a refugiarse y esperar. Todos lo hacen con éxito, excepto dos que aún están en la superficie de la Luna. Molly encuentra refugio en un tubo de lava, pero se entera a través del telescopio de que su colega se ha estrellado cerca. Ella se niega a dejarlo fuera, por lo que deja la relativa seguridad del tubo de lava para ir a rescatarlo cuando la tormenta solar golpea la Luna, dejando su pulsera de radiación en el proceso. Regresa al tubo de lava con su colega, que está vivo pero sufrió una gran dosis de radiación.                                          |              |                       |                      |                                 |                               |
| 12 | 2            | «The Bleeding Edge»   | Michael Morris       | Matt Wolpert & Ben Nedivi       | 26 de febrero de 2021         |
| Molly le miente a Ellen sobre ir a rescatar a Wubbo, pero Ellen los lleva a ambos con cautela a la Tierra. En el suelo, los espera una bienvenida de héroes, pero Molly se ve afectada por su exposición a la radiación de protones dañina. Ellen comienza un nuevo puesto como administradora adjunta de la NASA y trata de resistir los pedidos de recortar los fondos para el programa de Marte, mientras que a Margo se le asigna una tarea que podría reducir las tensiones entre los EE. UU. y los soviéticos, pero posiblemente comprometa la tecnología clasificada de la NASA. Mientras tanto, Kelly mira los folletos de la Universidad de Annapolis e interroga a Danny (Casey W. Johnson), el hijo mayor de Tracy y Gordo, que está de permiso desde allí, para obtener información. Danielle pide volver a la Luna durante una reunión con los pioneros de Jamestown, Ed y Gordo. Sin embargo, después de una reunión familiar, Gordo toma la bebida, lo que obliga a Karen a hacer que Ed vaya al puesto de avanzada para intervenir. Mientras camina con su amigo a casa, Gordo confiesa borracho a Ed que siente que dejó una parte de sí mismo en la Luna; se siente perdido y avergonzado para sus chicos. Ed asigna a Danielle y Gordo a la próxima misión lunar. |              |                       |                      |                                 |                               |
| 13 | 3            | «Rules of Engagement» | Andrew Stanton       | Stephanie Shannon               | 5 de marzo de 2021            |
| Los estadounidenses envían armas a la Luna para recuperar un sitio minero tomado por los soviéticos después de que Ed se da cuenta de que pincharon la base hace 10 años. Margo intenta reconciliarse con Aleida, ofreciéndole un puesto de ingeniera de sistemas en la NASA después de enterarse del novio de Aleida, Davey (Alexander Neher), que será deportada si no puede mantener un trabajo, enfrentándola después de casi una década. Aleida se niega a aceptar el trabajo, no quiere sentirse avergonzada, ya que ha sido despedida de todos sus trabajos anteriores por problemas de comportamiento, aunque sus jefes anteriores han complementado sus habilidades e ingeniería. Davey la convence de aceptar el trabajo, pero ella rompe con él por ir a sus espaldas. La escapada de Tracy en The Outpost termina cuando pide la ayuda de Gordo, alimentando su enemistad que puede afectar aún más sus asignaciones de misión. Kelly deja en claro que quiere asistir a la Academia Naval en Annapolis. Karen acepta esto, pero Ed se pone furioso, no quiere perder a Kelly como perdió a Shane. Eventualmente se dan cuenta de que necesitan dejar que Kelly viva su propia vida y permitirle asistir a la academia.                                                  |              |                       |                      |                                 |                               |
| 14 | 4            | «Pathfinder»          | Andrew Stanton       | David Weddle & Bradley Thompson | 12 de marzo de 2021           |
| Ed se nombra a sí mismo para la misión Pathfinder y nombra a Molly como su sucesora como Jefa de la Oficina de Astronautas. Danielle le reclama a Ed una misión donde ella sea la Comandante, y este decide hacerlo en la misión Apollo-Soyuz, el primer encuentro en el espacio de astronautas norteamericanos y soviéticos. Gordo sufre un ataque de ansiedad durante su entrenamiento de regreso al espacio. El avión de Ed sufre una avería luego de unas maniobras peligrosas con Gordo, y debe eyectarse sobre el Golfo de México. |              |                       |                      |                                 |                               |
| 15 | 5            | «The Weight»          | Meera Menon          | Nichole Beattie & Joe Menosky   | 19 de marzo de 2021           |
| Ed y Gordo reciben una reprimenda por parte de Molly, aunque se niega a los pedidos de Margo y el director Thomas Paine de darles un castigo más ejemplar. Tracy arriba a Janestown y lucha por adaptarse a la rutina del lugar. La ansiedad la lleva a fumar cigarrillos usando un viejo tubo lo que enciende una alarma de alto nivel de CO2. Es perdonada a cambio de dejar sus privilegios. Molly comienza a experimentar problemas con su visión. Gordo lucha contra la claustrofobia y por mejorar su estado físico. Aleida llega a la NASA, trabajando en el proyecto Apollo-Soyuz. Ellen se reencuentra con Pam (Meghan Leathers) y, a pesar de que esta está en pareja, se encuentran a tomar algo en The Outpost y terminan teniendo sexo. Una misión que transporta armas se dirige a Jamestown. |              |                       |                      |                                 |                               |
| 16 | 6            | «Best-Laid Plans»     | Meera Menon          | Joe Menosky                     | 26 de marzo de 2021           |
| Los soviéticos arriban para coordinar la misión Apollo-Soyuz, pero el Jefe Ingeniero soviético (Endre Hules) objeta casi todo, incluyendo el nombre de la misión. Kelly escribe sobre su vida para su admisión en Annapolis. Danielle y su grupo llevan a los cosmonautas soviéticos, Orlov (Alexander Babara) y Alexseev (Nikola Djuricko), a The Outpost, donde comienzan a congeniar. Margo y Sergei (Piotr Adamczyk) se encuentran en un bar para hablar del sistema de acoplamiento de las naves Apolo y Soyuz, tras lo cual Aleida ayuda a refinar el diseño. Ellen le dice a Pam que la ama y planea un divorcio con Larry. Gordo le dice a Sam (Jeff Hephner), el esposo de Tracy, que quiere ganarla de vuelta. Danielle y su equipo arriban a Star City. |              |                       |                      |                                 |                               |
| 17 | 7            | «Don't Be Cruel»      | Dennie Gordon        | Nichole Beattie                 | 2 de abril de 2021            |
| Aumentan las tensiones entre Estados Unidos y la Unión Soviética. Justo antes de tomar un vuelo con Paine hacia Corea, Ellen se ve forzada a cancelarlo cuando su padre es internado luego de un ataque cardíaco. Le habla sobre sus planes de dejar NASA y volver al negocio familiar cuando recibe una noticia sobre la caída del Vuelo 007 de Korean Air, donde viajaba Paine. Kelly asume la dirección de la NASA. Margo le informa Sergei secretamente de fallas en el diseño soviético. Kelly investiga sobre sus padres biológicos. Karen se besa con Danny. En la Luna, Tracy y un equipo recuperan el sitio minero que había sido tomado por los soviéticos. |              |                       |                      |                                 |                               |
| 18 | 8            | «And Here's to You»   | Dennie Gordon        | Ronald D. Moore                 | 9 de abril de 2021            |
| El Presidente nombra a Ellen como directora permanente en la NASA, pero ella le dice a Pam que es más importante. Molly es diagnosticada con un glaucoma incurable, como causa de su exposición a la radiación, el cual la irá dejando ciega. El Pathfinder tiene armas nucleares instaladas. Se detecta que el Buran tiene problemas de diseño similares a los de las naves americanas y Margo y Sergei trabajan juntos, a la vez que se van acercando mutuamente. Danny y Karen se besan nuevamente y luego tienen relaciones sexuales, pero ella le indica que es cosa de una vez. Los Marines ubicados en la Luna se encuentran con dos cosmonautas soviéticos y por un malentendido les disparan, matando a uno e hiriendo gravemente al otro. |              |                       |                      |                                 |                               |
| 19 | 9            | «Triage»              | Sergio Mimica-Gezzan | Bradley Thompson & David Weddle | 16 de abril de 2021           |
| Como respuesta a lo ocurrido en la Luna, la Unión Soviética lanza el Buran hacia la Luna, tras lo cual la NASA decide mandar el Pathfinder antes de tiempo, con instrucciones de interceder si es necesario. Karen le confiesa su infidelidad a Ed, sin decirle con quién, proponiendo hacer terapia de pareja. Molly y Wayne discuten acerca de un posible pero riesgoso tratamiento para el glaucoma, y finalmente ella decide no hacerlo. Pam deja a Ellen para no interferir con su carrera. Dos cosmonautas llegan a Jamestown para ver a su compañero herido, pero este último dice que planea hacer una defección. Un cosmonauta dispara a una ventana de Jamestown desde afuera, causando despresurización y una muerte, tras lo cual varios soviéticos armados irrumpen. |              |                       |                      |                                 |                               |
| 20 | 10           | «The Grey»            | Sergio Mimica-Gezzan | Matt Wolpert & Ben Nedivi       | 23 de abril de 2021           |
| Las tensiones entre soviéticos y norteamericanos crecen tanto en la Tierra como en el espacio, lo que hace que se retrase constantemente el acoplamiento entre las naves Apolo y Soyuz, lo que frustra a Daniella. En Houston aun no saben nada del ataque a la base lunar. Los enfrentamientos en la misma provocan serios daños en el lugar, así como bajas en ambos bandos. Una bala perdida ha dañado el sistema de enfriamiento del reactor nuclear, lo que puede ocasionar una catástrofe. Gordo logra comunicarse con Houston usando un sistema de comuniaciones en desuso y planean una solución. Gordo y Tracy deben salir a la superficie encintados. Logran salvar a la base pero al regresar ambos fallecen debido a la exposición al vacío. Pathfinder y Buran casi se largan misiles uno al otro, pero Ed finalmente desvía los suyos. Danielle desobedece las órdenes de Houston de abandonar la misión Apolo-Soyuz y finalmente se logra el planeado apretón de manos en el espacio. El gesto logra enfriar la situación, abriendo la posibilidad a un diálogo entre las potencias. Una escena después de créditos muestra a un humano caminando sobre la superficie de Marte.                                                                                       |              |                       |                      |                                 |                               |

### Temporada 3 (2022)
| N.º en serie | N.º en temp. | Título                       | Dirigido por    | Escrito por                     | Fecha de lanzamiento original |
| --- | ------------ | ---------------------------- | --------------- | ------------------------------- | ----------------------------- |
| 21 | 1            | «Polaris»                    | Sarah Boyd      | Matt Wolpert & Ben Nedivi       | 10 de junio de 2022           |
| En 1992 Karen está asociada comercialmente con Sam Cleveland en el proyecto de un hotel espacial, el Polaris. Ella y Ed, con su nueva esposa, asisten allí al casamiento de Daniel Baldwin. Ellen, ahora una senadora, está nominada a la Presidencia compitiendo contra Bill Clinton. Mientras, la carrera espacial continúa, ahora enfocada en Marte. Molly, quien ya ha perdido su visión, sigue a cargo del programa de astronautas y debe escoger entre Ed y Danielle para la misión a Marte. Margo es la directora de la NASA y ella y Sergei se ayudan secretamente en sus respectivos programas. Sin embargo, Sergei está a su vez obligado por los soviéticos a sacar información. Aleida (Coral Peña) está trabajando en el diseño de los cohetes para la misión a Marte y Margo le informa que viajará a la Luna para supervisar la operación. Basura espacial proveniente de una fallida misión de Corea del Norte se estrella contra el Polaris, acelerando su rotación y poniendo en peligro a todos adentro. Los derrumbes provocan serios daños y Sam fallece como consecuencia y Ed queda herido. Daniel hace una caminata espacial para reparar la parte dañada y logra salvar a todos. |              |                              |                 |                                 |                               |
| 22 | 2            | «Game Changer»               | Sarah Boyd      | David Weddle & Bradley Thompson | 17 de junio de 2022           |
| Danielle le vende Polaris a Dev Ayesa (Edi Gathegi), el fundador de Helios, una compañía que emprende su propia misión comercial a Marte. Danny le confiesa a Karen que la ama. Ellen presenta a Jim Bragg (Randy Oglesby), un gobernador evangélico y anti ciencia, como su compañero de fórmula. Molly elige a Ed enoja a Margo, quien la despide y coloca a Danielle. Karen convence a Helios de que Ed debe liderar su misión. Ellos aceptan y, además, contratan a Karen. |              |                              |                 |                                 |                               |
| 23 | 3            | «All In»                     | Wendey Stanzler | Nichole Beattie                 | 24 de junio de 2022           |
| Kelly regresa de su misión en la Antártida y le pide a Molly ocupar el puesto de bióloga en la misión a Marte, a lo cual accede. Karen le ofrece un puesto a Aleida en Helios, pero ella no acepta y es nombrada Directora de Vuelos en la NASA. Bill Strausser (Noah Harpster), mientras, ocupa ese puesto en Helios. Danny sale a beber y es arrestado, haciendo que Danielle lo saque de la misión. Danny termina admitiendo sus problemas con la bebida frente a Amber (Madeline Bertani), su esposa. Sergei se acerca más a Margo, pero es forzado por la KGB a pedirle el diseño del motor nuclear, ya que el de ellos no logra funcionar. Cuando se niega, estos la extorsionan y amenazan con matar a Sergei. Dos años más tarde, Ellen es la Presidenta. Mientras, tres misiones se dirigen a Marte: Phoenix, desde la órbita terrestre; Sojoumer 1, desde Jamestown; y Mars-94, desde Baikonur. |              |                              |                 |                                 |                               |
| 24 | 4            | «Happy Valley»               | Wendey Stanzler | Joe Menosky                     | 1 de julio de 2022            |
| Utilizando un sistema de velas solares, la Sojoumer 1 toma ventaja en la carrera hacia Marte. Dev se enfurece y presiona a su equipo, diciendo que llegar primeros es lo único que importa. Ellen visita la NASA. Los soviéticos realizan una táctica para acelerar su viaje, lo que termina provocando problemas en su reactor nuclear. Siendo la nave más cercana, Ed quiere ayudar, pero Dev comienza a controlar la nave desde la Tierra, forzando a la NASA a realizar el rescate. Durante el encuentro, un tanque de combustible del Mars-94 estalla, matando a dos astronautas y un cosmonauta. |              |                              |                 |                                 |                               |
| 25 | 5            | «Seven Minutes of Terror»    | Andrew Stanton  | Sabrina Almeida                 | 8 de julio de 2022            |
| Los cosmonautas y astronautas hacen un funeral en el espacio para sus compañeros fallecidos. Sergei ha sido torturado por la KGB, pero Margo pide su traslado a Houston a cambio de compartir con los soviéticos los recursos de Sojoumer 1. La tripulación de Phoenix remueve los controles a distancia de la nave, enfureciendo a Dev. Karen renuncia a Helios debido a la negativa de Dev de ayudar a los soviéticos. Aleida descubre que los diseños de los motores nucleares soviéticos son copias exactas de los suyos. Danny consigue hacerse con una contraseña que le permite escuchar los mensajes que Ed y Karen se han estado mandando. Kelly y el cosmonauta Alexis Poletov (Pawel Szajda) se besan. Al arribar a Marte, luego de un difícil amartizaje, Danielle y el cosmonauta Kuznetsov (Lev Gorn) luchan por ser la primera persona en pisar suelo marciano, pero tropiezan y terminan cayendo juntos. |              |                              |                 |                                 |                               |
| 26 | 6            | «New Eden»                   | Andrew Stanton  | Stephanie Shannon               | 15 de julio de 2022           |
| Los soviéticos y los norteamericanos deben convivir en la base americana Happy Valley. Helios también ha establecido su propia base. La Sojoumer 1 ha quedado dañada, por lo que todos deberán volver en el Phoenix de Helios. Danny se lastima mientras trabaja haciendo perforaciones y le dan Vicodin, tras lo cual el comienza a robar medicamentos más fuertes. Margo le pide ayuda al ejército con la defección de Sergei. Karen vuelve a Helios como Directora de Operaciones. El astronauta Will Tyler (Robert Bailey, Jr.) confiesa púlicamente su homosexualidad causando tensiones con el cosmonauta Baranov (Alexander Sokovikov), quien teme que puede infectarse con HIV. Kelly y Alexei tienen relaciones en la base americana. Ellen lanza una orden ejecutiva que dictamina que nadie en el ejército puede ser indagado o forzado a revelar su sexualidad. Los soviéticos descubren agua en estado líquido bajo la superficie y contratan a Helios para su extracción, ocultándolo de la NASA. Sergei le dice a Margo sobre este descubrimiento. Un compañero de Larry es indiscreto con un periodista acerca de su relación.                                                            |              |                              |                 |                                 |                               |
| 27 | 7            | «Bring It Down»              | Dan Liu         | Nichole Beattie                 | 22 de julio de 2022           |
| El equipo soviético en Houston se relocaliza en Helios y Sergei debe regresar a la Unión Soviética. Larry miente bajo juramento sobre su relación con un asesor, y le dice a Ellen que Pam la dejó para no interferir con su carrera. En la base Helios el grupo se prepara para perforar a pesar de que Kelly dice que las muestras aun no han sido revisadas en búsqueda de vida microbial. El problema de adicción de Danny empeora y Ed lo remueve del grupo de perforaciones. Aleida comienza a sospechar que fue Margo quien suministró información a los soviéticos. Jimmy (David Chandler) y Sunny (Taylor Dearden) roban una tarjeta de acceso a la NASA, la cual Sunny y sus amigos usan para robar una estatua de Gordo y Tracy. Ellen le realiza una visita a Pam. Durante un incidente, Danny cierra el canal de comunicaciones. Ed e Isabel (Ilza Ponko) quedan malheridos y una avalancha de escombros se cierne sobre la base Helios. |              |                              |                 |                                 |                               |
| 28 | 8            | «The Sands of Ares»          | Dan Liu         | Joe Menosky & Eric Phillips     | 29 de julio de 2022           |
| Ellen le dice a Pam que ella es el amor de su vida. En Marte, Alexei y Louisa Mueller (Anne Beyer) escapan a pie hacia Happy Valley, pero Nick Corrado e Isabel Castillo fallecen. Ed y Danny quedan atrapados en el Hab 1, donde Ed recibe una confesión de parte de Danny sobre Shane. La NASA, los soviéticos y Helios trabajan juntos para rescatar a Ed y Danny. Dev propone usar explosivos a través de un tubo de lava. Jimmy confronta a Karen acerca de Danny. Ed y Danny son rescatados. Alexei tiene un hematoma subdural y muere a pesar de recibir una transfusión de sangre de Kelly. Durane la misma, Mayakosky (Goran Ivanovski) descubre que Kelly está embarazada. |              |                              |                 |                                 |                               |
| 29 | 9            | «Coming Home»                | Craig Zisk      | David Weddle & Bradley Thompson | 5 de agosto de 2022           |
| Cinco meses después, los sobrevivientes en Happy Valley están reparando el MSAM y preparando combustible para el vuelo de regreso del Phoenix. El MSAM tiene equipamiento dañado, por lo que Danielle y Kuznetsov manejan 89 kilómetros hasta el sitio donde cayó un artefacto de Corea del Norte para obtener repuestos. Aleida y Bill están de acuerdo en que Margo fue quien entregó información clasificada a los soviéticos. Bill habla de esto con el FBI, lo que causa el enojo de Aleida, quien quería hablar primero con Margo. La junta de Helios decide despedir a Dev y coloca a Karen en su lugar. Ante amenazas que podrían afectar a Ellen, Larry decide anunciar su homosexualidad a la prensa. Sin embargo, antes de su anuncio, Ellen irrumpe en la conferencia de prensa y confiesa su propio lesbianismo. Kelly colapsa de preeclampsia. Danielle y Kuznetzov descubren a un norcoreano armado al arribar al sitio de Marte a buscar repuestos. |              |                              |                 |                                 |                               |
| 30 | 10           | «Stranger in a Strange Land» | Craig Zisk      | Matt Wolpert & Ben Nedivi       | 12 de agosto de 2022          |
| En un flashback se ve a la nave norcoreana llegar a Marte en 1995. Uno de sus tripulantes muere y Lee Jung-Gil (C.S. Lee) se convierte en el primer ser humano en pisar Marte. Danielle y Kuznetzov lo llevan a Happy Valley. El Vicepresidente Bragg se confronta con Ellen, pidiendo su renuncia, a lo cual ella se niega. Margo es investigada por el FBI. Kelly necesita ser llevada de urgencia al Phoenix, lo que les hace emprender una riesgosa misión. Los amigos de Jimmy realizan un atentado terrorista en la sede de la NASA, con numerosas muertes, incluyendo a Karen y Molly. Danny confiesa su rol en el accidente de perforación y es condenado a vivir en soledad en la nave norcoreana. En un flashforward se ve que Ellen se reencuentra con Pam, el nuevo centro espacial es bautizado como Molly Cobb, Sergei finalmente reside en los Estados Unidos y Margo se va a vivir a la Unión Soviética. |              |                              |                 |                                 |                               |

### Temporada 4 (2023–24)
| N.º en serie | N.º en temp. | Título              | Dirigido por         | Escrito por                                  | Fecha de lanzamiento original |
| --- | ------------ | ------------------- | -------------------- | -------------------------------------------- | ----------------------------- |
| 31 | 1            | «Glasnot»           | Lukas Ettlin         | Matt Wolpert & Ben Nedivi                    | 10 de noviembre de 2023       |
| En 2003 la base marciana ha crecido exponencialmente y el equipo se prepara para acercar un asteroide a la órbita marciana para tareas de minería. Sin embargo, durante la operación ocurre un accidente fatal. Margo está residiendo en la Unión Soviética, donde lleva una vida rutinaria y aburrida, a pesar de que le habían prometido ser consultora en actividades espaciales. Kelly, ahora con un hijo, quiere que Ed regrese a la Tierra, pero este sigue retrasando su vuelta. Aleida sigue trabajando en la NASA, aunque sufre ataques de pánico como consecuencia del ataque terrorista de hace ocho años. Miles Davis (Toby Kebbell), un trabajador petrolero desempleado, aplica por un trabajo en la Luna, pero la espera para viajar es muy larga, por lo que acepta una oferta de trabajar en Marte. Ed comienza a sufrir temblores en su mano. Danielle acepta un trabajo como comandante de la misión en Marte. |              |                     |                      |                                              |                               |
| 32 | 2            | «Have a Nice Sol»   | Lukas Ettlin         | David Weddle & Bradley Thompson              | 17 de noviembre de 2023       |
| Miles llega a Marte para enterarse de que su trabajo original ha sido cambiado debido al accidente con el asteroide, y es reasignado a trabajar reparando la ventilación. Las habitaciones son compartidas, pequeñas, alejadas y con poco ancho de banda. Su recibo de sueldo incluye descuentos por varios items, lo que lo hace más bajo que lo que recibía en la Tierra. Danielle busca la forma de reparar los problemas de comunicaciones y finalmente todos logran disfrutar de la transmisión de un evento deportivo. Kelly ve que los fondos asignados a su investigación han sido reducidos y junto con Aleida, deciden buscar la forma de hacer investigación financiada por compañías. Miles es llevado a un bar semi clandestino y conoce sobre el mercado negro. Margo descubre que la televisión transmite repeticiones de ballet, y que hay poca gente en la calle. Al acercarse al puesto de periódicos, ve que la policía intenta cerrarlo y comienza un forcejeo que termina con varios arrestos, incluyendo el de Margo. |              |                     |                      |                                              |                               |
| 33 | 3            | «The Bear Hug»      | Dan Liu              | Andrew Black                                 | 22 de noviembre de 2023       |
| Miles usa su tarjeta de acceso para trabajar en el mercado negro y se convierte en un miembro útil del mismo. Margo es interrogada duramente sobre quién es y sobre un número de teléfono aparentemente importante, que una desconocida le dio en una plaza. Kelly y Aleida se acercan a Dev por financiamiento. Este al comienzolas rechaza, pero finalmente decide ayudarlas. Los temblores de mano de Ed le dificultan realizar una maniobra que debe completar su copiloto. Ed le muestra a Svetlana (Masha Mashkova) sus plantaciones de marihuana. Miles entra al sector norcoreano para obtener una pieza de equipamiento para el bar, pero es descubierto por uno de ellos quien, a su vez, termina siendo introducido al mundo del mercado negro, al cual le hace un pedido difícil. Margo es llevada en un camión a un sitio alejado, donde la nueva directora de Roscosmos (Svetlana Efremova) se presenta y le pide que trabaje con ella. |              |                     |                      |                                              |                               |
| 34 | 4            | «House Divided»     | Dan Liu              | Sabrina Almeida                              | 1 de diciembre de 2023        |
| Las luchas de poder en la Unión Soviética causan tensiones en Happy Valley, provocando que Svetlana mate accidentalmente a un compañero con fuertes conexiones con el poder soviético, lo que hace que se pida su detención y regreso a la Tierra. Miles le envía a su hija una roca de Marte, y cuando un joyero ofrece buen dinero por ella, ve una oportunidad interesante que el mercado negro no quiere aprovechar por considerarla muy riesgosa. Miles decide buscar rocas por sí mismo, cayendo en una depresión del terreno y siendo rescatado por Sam. Margo revisa el informe soviético sobre el accidente con el asteroide y descubre que hubo fallas en los componentes soviéticos, los cuales no fueron informados, y la KGB se lleva a quien redactó el informe. Ed pide una amnistía para Svetlana pero le es denegada, aunque se logró determinar que sea juzgada en la India en vez de en su país. |              |                     |                      |                                              |                               |
| 35 | 5            | «Goldilocks»        | Sylvain White        | Jovan Robinson                               | 8 de diciembre de 2023        |
| Un asteroide es descubierto en camino a Marte desde Júpiter. Las mediciones indican que es muy rico en iridio, lo que lo hace muy valioso. El Presidente Gore se atribuye el descubrimiento del asteroide, causando quejas políticas. Dev y Kelly se encaminan a Marte mientras Aleida se queda en la Tierra, aunque Kelly pide ir con su hijo. Un miembro delequipo le informa a Daniella sobre los temblores de Ed y ella lo confronta. Cuando Ed se niega a aceptar su problema, ella le quita el permiso para volar. Una serie de flashbacks muestran a Danielle llevándole constantemente provisiones a un aislado Danny. Sin embargo, la condición de este va empeorando hasta que finalmente se suicida. |              |                     |                      |                                              |                               |
| 36 | 6            | «Leningrad»         | Sylvain White        | Eric Phillips                                | 15 de diciembre de 2023       |
| El Mars 7 se encuentra en Rusia. Margo ve a Aleida entre el grupo. Los miembros de Helios, la Unión Soviética y Estados Unidos deciden acercar el asteroide a la Tierra, donde la producción del equipamiento necesario para la extracción del iridio sería más económica. Margo se ve frustrada por tener que hablar a la distancia y propone reunirse con Aleida, lo cual exponería su defección. Al comienzo Aleida se emociona de ver que Margo está viva, pero su humor cambia cuando oye la historia que relata Margo. Ed, frutrado, va al bar clandestino, haciendo saber que ya sabía tanto de la existencia de este como del mercado negro. Miles es dejado afuera del mercado negro pero con la ayuda de los norcoreanos lo retoma. Margo anuncia al mundo que está viva y trabajando en la Unión Soviética. Ed, quien sigue siendo manager de Helios, usa su conocimiento de los pagos para incitar a una huelga. |              |                     |                      |                                              |                               |
| 37 | 7            | «Crossing the Line» | Maja Vrvilo          | Andrew Black                                 | 22 de diciembre de 2023       |
| La huelga se prolonga por siete días y ni la NASA ni Roscosmos logran levantarla, llegando incluso al sabotage. Margo viaja a Estados Unidos con inmunidad diplomática para trabajar en la captura del asteroide. Dev, Kelly y Alex arriban a Marte en medio del conflicto. Una reparación defectuosa causa una explosión y una muerte. La NASA despliega fuerzas militares en la base. Dev ofrece importantes concesiones al grupo en huelga, dividiéndolo y finalizando la misma. Dev se acerca a Ed con una idea para desviar al asteroide y que se quede en órbita marciana. |              |                     |                      |                                              |                               |
| 38 | 8            | «Legacy»            | Maja Vrvilo          | Bradley Thompson & David Weddle              | 29 de diciembre de 2023       |
| Sergei, viviendo como Profesor de Física en Estados Unidos, recibe la noticia de que Margo está viva y en el pais. Kelly se va por tres días al cráter Korolev con un equipo y Ed acepta de mala gana cuidar a Alex, aunque finalmente consigue alguien que lo haga por él. Dev, con la ayuda de los huelguistas que no aceptaron su trato, construye un equipo que puede desviar la trayectoria del asteroide. Dev coloca a Sam en una misión de vuelo para cambiar un equipamiento crucial para el plan. Sergei se aproxima a Aleida para decirle las razones verdaderas tras la traición de Margo y ella ayuda a que ellos se encuentren y hablen. Sergei le advierte a Margo que no regrese a la Unión Sovi(tica, diciéndole que Irina es una persona peligrosa y fue quien orquestró que ellos se conozcan años atrás, arruinando así las vidas de ambos. |              |                     |                      |                                              |                               |
| 39 | 9            | «Brazil»            | Sergio Mimica-Gezzam | David Weddle & Bradley Thompson & Kate Burns | 5 de enero de 2024            |
| Sam logra su plan de reemplazar el discriminador. Lee pide apoyo de Corea del Norte en la operación, prometiendo que nadie será descubierto. Los norcoreanos descubren un artefacto de vigilancia en su puesto, y le piden a Danielle una investigación, mientras el nombre de Miles es revelado accidentalmente. Sergei, Margo y Aleida cenan juntos, donde discuten planes respecto a Goldilocks. Luego de la cena, Sergei le ofrece a Margo un plan para huir juntos a Brasil, donde podrían trabajar para ayudar a desarrollar el plan espacial del país. Tanto NASA como Roscosmos descubren la pérdida de varios artículos que supuestamente arribaron a Marte. Esto lleva a que los operativos de la KGB y la CIA a bordo de Happy Valley trabajen juntos, quienes terminan interrogando violentamente a Miles.Ed le revela a Kelly sus temores acerca de su retiro, y ella le pregunta a su vez sobre sus activivades con Dev. El comandante de Corea del Norte realiza su propia investigación, pero es noqueado por Lee. Alguien le dispara fatalmente a Sergei y su muerte se hace aparentar como un suicidio. |              |                     |                      |                                              |                               |
| 40 | 10           | «Perestroika»       | Sergio Mimica-Gezzan | Matt Wolpert & Ben Nedivi                    | 12 de enero de 2024           |
| En el final de la temporada 4 de For All Mankind (episodio 10), los conflictos culminan en eventos dramáticos tanto en Marte como en la Tierra.El episodio se centra en la lucha por decidir el destino del asteroide «Goldilocks». Dev y su equipo buscan mantenerlo en la órbita marciana para asegurar recursos y el futuro de la colonia en Marte, mientras que el equipo de Danielle planea moverlo hacia la órbita terrestre. En medio de la tensión, se producen sabotajes y enfrentamientos que reflejan las luchas de poder y alianzas entre las diferentes facciones.Danielle resulta gravemente herida durante un violento enfrentamiento en Happy Valley, lo que pone fin a los disturbios y unifica temporalmente a los habitantes de la base. En la Tierra, Margo sacrifica su libertad al asumir la culpa de un acto de sabotaje para salvar el programa espacial, siendo arrestada por las autoridades. Finalmente, el asteroide se mantiene en órbita marciana, un triunfo para la colonización del planeta rojo.El episodio termina con un salto al año 2012, mostrando los avances logrados, como la transformación del asteroide en una estación de reabastecimiento, y con Danielle reunida con su familia en la Tierra, lo que sugiere un final más reflexivo y esperanzador en comparación con temporadas anteriores. |              |                     |                      |                                              |                               |

## Producción

### Desarrollo
Según Ronald D. Moore, la idea del espectáculo surgió durante el almuerzo con el exastronauta de la NASA Garrett Reisman, cuando discutieron la posibilidad de una historia alternativa en la que los rusos llegaron a la luna antes que los estadounidenses. El 15 de diciembre de 2017, se anunció que Apple había dado a la producción un pedido de la serie de una temporada. La serie fue creada por Ronald D. Moore, Matt Wolpert, Ben Nedivi, además los tres se desempeñan como productores ejecutivos. Maril Davis actuó como productora ejecutiva. Las compañías de producción involucradas con la serie incluyeron Sony Pictures Television y Tall Ship Productions.  El 5 de octubre de 2018, se anunció que la serie se había titulado oficialmente como For All Mankind.La serie fue renovada para una segunda temporada en octubre de 2019.  El 19 de noviembre de 2020, se anunció que la segunda temporada se estrenaría el 19 de febrero de 2021.  El 8 de diciembre de 2020, antes del estreno de la segunda temporada, Apple TV+ renovó la serie para una tercera temporada.  El 22 de julio de 2022, Apple TV+ renovó la serie para una cuarta temporada.  En abril de 2024, la serie fue renovada para una quinta temporada.

### Casting
En agosto de 2018, se anunció que Joel Kinnaman, Michael Dorman, Sarah Jones, Shantel VanSanten y Wrenn Schmidt habían sido elegidos para los papeles principales y que Eric Ladin, Arturo Del Puerto y Rebecca Wisocky aparecerían de manera recurrente.  El 5 de octubre de 2018, se informó que Jodi Balfour había sido elegida para un papel regular en la serie.
En noviembre de 2020, Cynthy Wu, Coral Peña y Casey W. Johnson habían sido elegidos para los papeles principales de la segunda temporada. Además, Krys Marshall y Sonya Walger fueron promovidas al elenco principal para la segunda temporada.  En diciembre de 2020, Michaela Conlin se unió al elenco en un papel secundario para la segunda temporada.  En junio de 2021 se anunció que Edi Gathegi participaría en la tercera temporada como personaje principal.

### Rodaje
El rodaje comenzó en agosto de 2018 en Los Ángeles, California. En marzo de 2019, The New York Times informó que la filmación había concluido.El rodaje de la segunda temporada comenzó el 24 de diciembre de 2019.  El 17 de agosto de 2020, la producción de la segunda temporada se reanudó después de la interrupción producto de la pandemia por el COVID-19, y se filmaron los dos últimos episodios.  El rodaje de la tercera temporada comenzó el 25 de febrero de 2021 y concluyó a mediados de septiembre del mismo año.  El rodaje de la cuarta temporada comenzó en agosto de 2022 y finalizó en enero de 2023.  El rodaje de la quinta temporada comenzó en julio de 2024.

## Recepción
La primera temporada de For All Mankind recibió críticas generalmente positivas. En Rotten Tomatoes tiene una calificación del 73 %, basada en cincuenta y dos reseñas, con un promedio de 6.91/10. El consenso crítico del sitio web dice: «Aunque apunta a la luna y cae en algún lugar de la órbita, la impresionante visión de la historia de For All Mankind tiene el potencial de un despegue real si se inclina hacia las cosas que lo distinguen en lugar de conformarse con más de lo mismo».  En Metacritic, que utiliza un promedio ponderado, tiene una puntuación de 65/100 sobre la base de veintidós críticas, lo que indica «revisiones generalmente favorables».
La segunda temporada también recibió críticas positivas. En Rotten Tomatoes, tiene una calificación de aprobación del 100% con una calificación promedio de 7.56/10, basada en catorce revisiones. El consenso crítico del sitio web dice: «El segundo vuelo de For All Mankind no está exento de contratiempos, pero el trabajo de personajes convincente y un sentido renovado de asombro hacen que la visualización sea emocionante». En Metacritic, tiene una puntuación ponderada de 75 sobre 100 sobre la base de siete exámenes, que indican «revisiones generalmente favorables».
| Temporada | Rotten Tomatoes        | Metacritic          |
| --------- | ---------------------- | ------------------- |
| 1         | 73 % (52 comentarios)  | 65 (22 comentarios) |
| 2         | 100 % (14 comentarios) | 75 (7 comentarios)  |

For All Mankind fue nominada a Mejor Nueva Serie de TV en los IGN Summer Movie Awards de 2019.